# مارتا ريفيرا دي لا كروز
مارتا ريفيرا دي لا كروز (1970) كاتبة وسياسية إسبانية.

## السيرة الشخصية
ولدت ريفيرا دي لا كروز في عائلة من الصحفيين المشهورين. انتقلت في سن الثامنة عشرة إلى مدريد، حيث حصلت على درجة البكالوريوس في العلوم في مجال المعلومات مع تخصص في الاتصال السياسي من جامعة كومبلوتنسي بمدريد. أمضت ربع دراستها في جامعة أكسفورد بمنحة دراسية. لا تزال تعيش في مدريد. كتبت أطروحة الدكتوراه في قسم فقه اللغة بجامعة كومبلوتنسي وهي عضو في فريق تحرير المجلة الإلكترونية التابعة للقسم.
بدأت حياتها الأدبية في عام 1996 برواية (الملجأ)، وحصلت عنها على جائزة الرواية القصيرة الشابة والرائعة (1996). بعد ذلك بعامين في عام 1998 ، فازت بجائزة أتينيو إشبيلية عن رواية عشرون عامًا لا شيء، والتي تتحدث فيها عن شغفها الثابت الذي تشعر به لويزا تجاه الكاتب الشهير كوزيمو هيريرا. مرت الرواية بخمس طبعات. في عام 2000 نشرت ريفيرا دي لا كروز روايتين: لينوس داف مخترع التاريخ، وفياجار أ شيبر (السفر إلى قبرص).
بالإضافة إلى كتاباتها، عملت ريفيرا دي لا كروز كمحررة. كانت مسؤولة عن مختارات كوينتوس دي نافيداد وعن أحدث طبعة من أعمال أليخو كاربنتير، لا سيوداد دي لاس عمود (مدينة الأعمدة)، وعملت في وسائل الإعلام الأخرى. تعمل مع العديد من المنشورات الأدبية في إسبانيا وأمريكا الشمالية، وتساهم بمقالات عن الأدب الإسباني الأمريكي ومواضيع أخرى. كما قامت بتحرير قسم الأدب الجاليكي في المجلة الأدبية لير.